# Donald Sanford

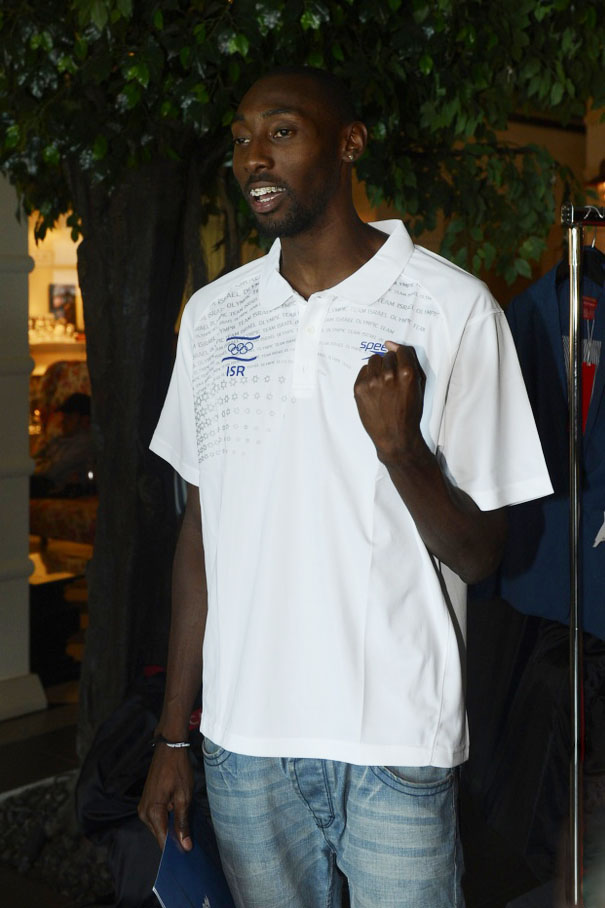
Donald Sanford, 2012

Donald Eugene Sanford (nacido el 2 de febrero de 1987) es un atleta israelí especializado en los 400 metros llanos.

## Biografía
Donald nació en Los Ángeles, California y es hijo de Donald E. Sanford Jr. y Debra Blair. Estudió en la Universidad Estatal de Arizona, a la que representó en las competencias atléticas en los Estados Unidos, y estableció su récord personal de 400 metros en 45,21 segundos durante una carrera celebrada en Eugene, Oregón en 2010. En 2008 se casó con una jugadora de baloncesto israelí y compañera de estudios en ASU, Danielle Dekel. En el año 2010 obtuvo la ciudadanía israelí.

## Logros
En 2012, Donald Sanford representó a Israel por primera vez en un gran evento deportivo, el Campeonato Europeo de Atletismo, celebrado en Helsinki, terminando 4º en los 400 metros llanos, en 45,91 segundos.
En 2014, ganó la medalla de bronce en el Campeonato Europeo de Atletismo celebrado en Zúrich, terminó tercero en los 400 metros, por detrás de los británicos Martyn Rooney y Matthew Hudson-Smith.